# Siphonophora vinosa
Siphonophora vinosa är en mångfotingart som beskrevs av Filippo Silvestri 1895. Siphonophora vinosa ingår i släktet Siphonophora och familjen Siphonophoridae. Inga underarter finns listade i Catalogue of Life.